# Isla Rusinga
La isla Rusinga o isla de Rusinga es una isla lacustre de Kenia localizada en el lago Victoria de origen volcánico, al este de la isla Mfangano en el condado de Homa Bay, conocida por sus descubrimientos paleoantropológicos de importancia primordial.
Se eleva a un máximo de 1441 m en el monte Kiah (Kiah Hill), que bloquea la entrada del golfo de Winam y se conecta a la ciudad continental de Mbita por una estrecha carretera construida artificialmente.
El idioma local es el luo, aunque los antepasados de los actuales habitantes eran personas que venían de Suba en los barcos que por varios cientos de años llegaron de Uganda como refugiados de una guerra dinástica. Muchos nombres de lugares Rusinga tienen orígenes Suba, incluyendo el nombre de la isla en sí y su pico central, Lunene.